# Дуб звичайний (1 дерево) № 7
Дуб звича́йний (1 дерево) № 7 — ботанічна пам'ятка природи місцевого значення в Україні.

## Розташування
Дуб зростає поблизу села Циганів Чортківського району Тернопільської області, у кварталі 74 виділі 6 Скала-Подільського лісництва ДП «Чортківське лісове господарство» в межах лісового урочища «Дача „Скала-Подільська“».

## Пам'ятка
Оголошений об'єктом природно-заповідного фонду рішенням Тернопільської обласної ради від 18 березня 1994 № 734. Перебуває у віданні ДП «Чортківське лісове господарство».

## Характеристика
Площа — 0,01 га. Під охороною — одне дерево дуба черешчатого віком понад 80 років, діаметром 32 см і висотою 24 м, що має господарську, наукову та естетичну цінність. Служить насіннєвою базою для заготівлі живців і насіння.